# Arcidiocesi di Ravenna-Cervia

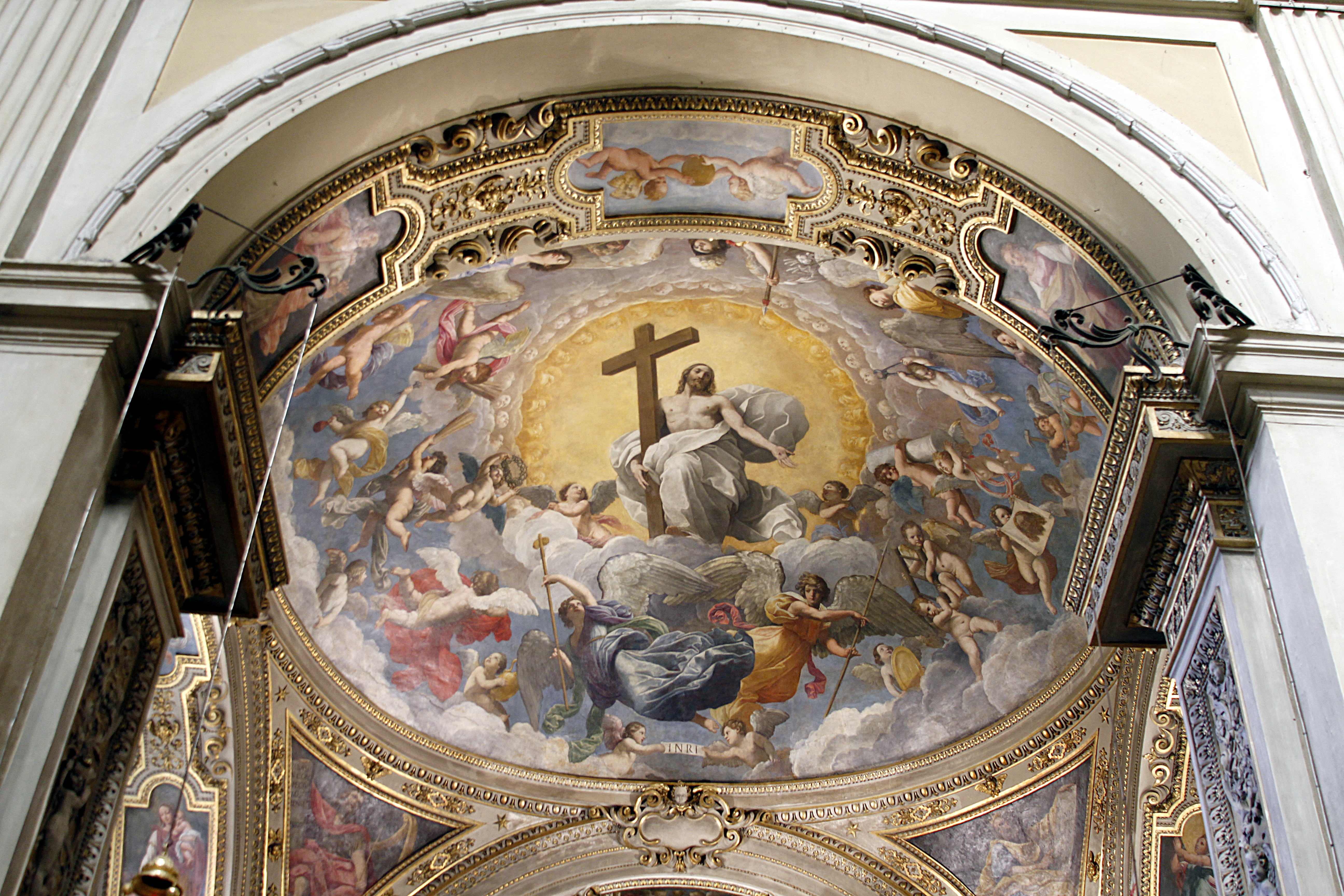
Affresco sulla sommità della cappella di sinistra del Duomo di Ravenna.

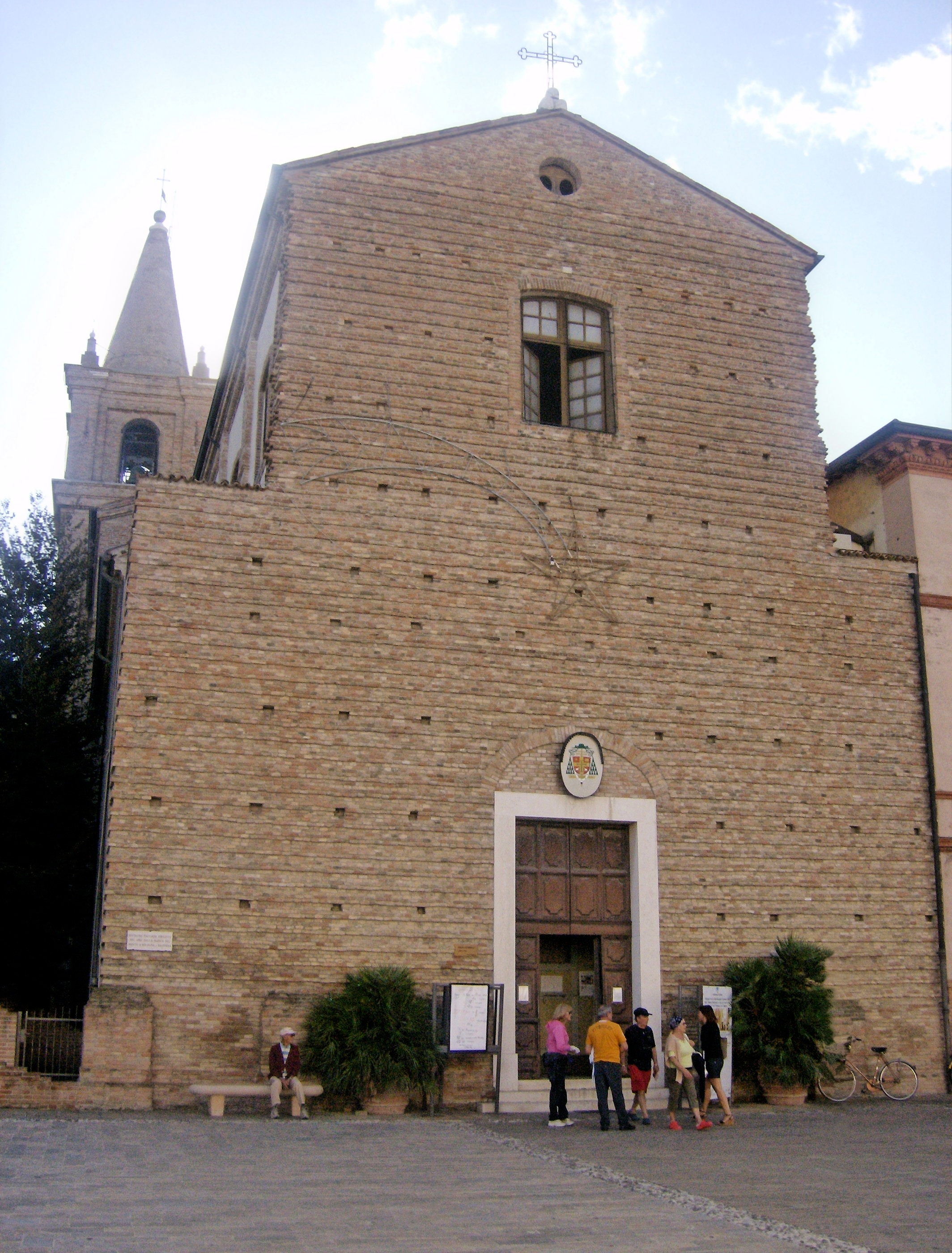
La concattedrale di Santa Maria Assunta a Cervia.

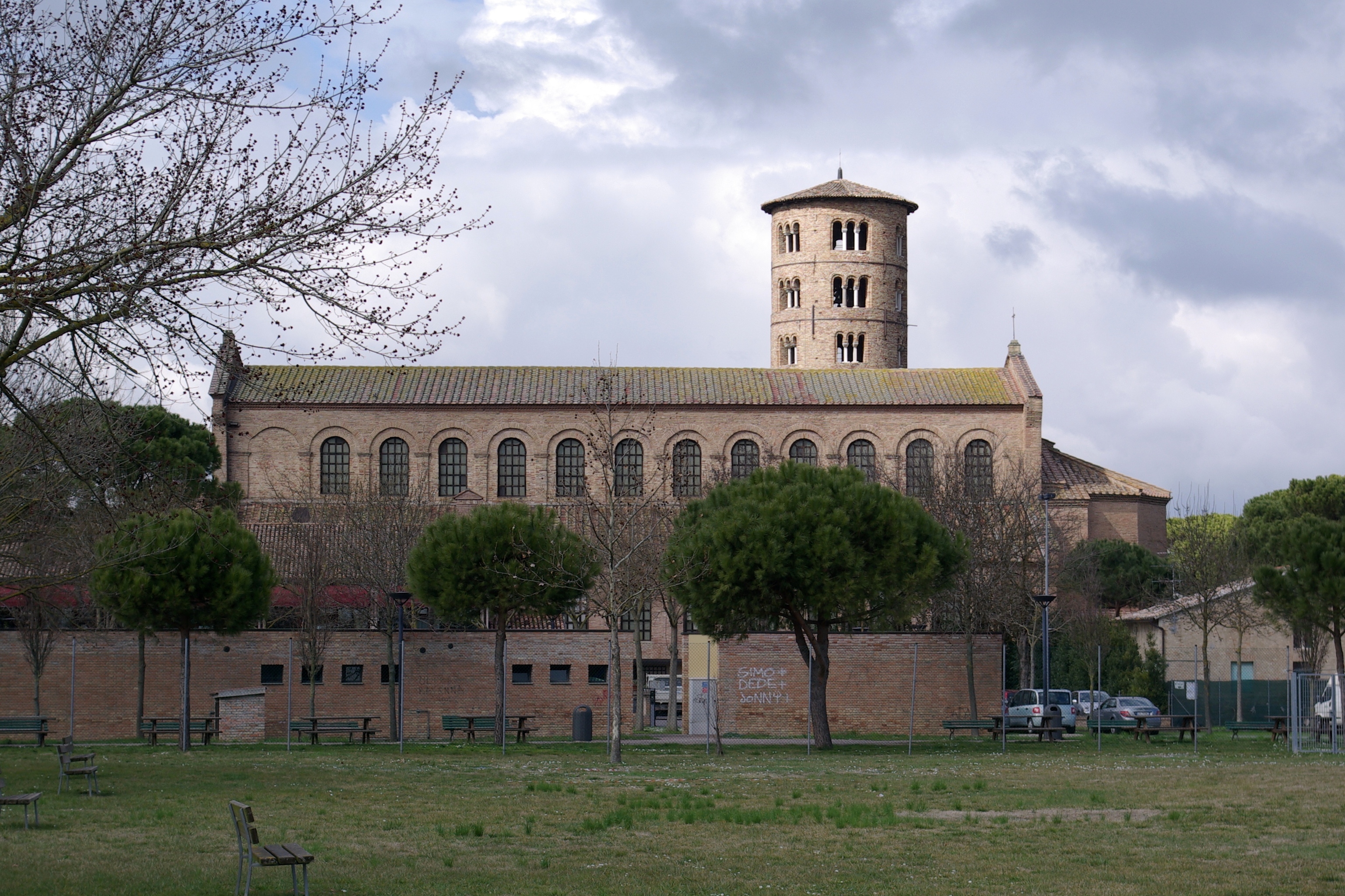
La basilica di Sant'Apollinare in Classe

L'arcidiocesi di Ravenna-Cervia (in latino Archidioecesis Ravennatensis-Cerviensis) è una sede metropolitana della Chiesa cattolica in Italia appartenente alla regione ecclesiastica Emilia-Romagna. Nel 2023 contava 193.400 battezzati su 215.600 abitanti. È retta dall'arcivescovo Lorenzo Ghizzoni.
I patroni sono sant'Apollinare e san Paterniano. Cinque degli otto monumenti riconosciuti dall'UNESCO come Patrimonio dell'Umanità a Ravenna sono gestiti dall'arcidiocesi.

## Territorio
L'arcidiocesi si estende per due terzi della sua superficie in provincia di Ravenna e per un terzo in provincia di Ferrara; una porzione minore si trova anche in provincia di Forlì:
- nella provincia di Ravenna, comprende il territorio corrispondente ai comuni di Ravenna (eccetto alcune frazioni che appartengono alla diocesi di Forlì-Bertinoro) e di Cervia, la frazione di Lavezzola del comune di Conselice, e le località di Godo e Cortina del comune di Russi;
- nella provincia di Ferrara comprende, in tutto o in parte, il territorio dei comuni di Argenta, Ostellato e Portomaggiore;
- nella provincia di Forlì i territori di Casemurate, Carpinello e Pievequinta nel comune di Forlì, e quello di San Pietro in Guardiano nel comune di Bertinoro.[2]

Le frazioni di Filo e Longastrino, che nell'amministrazione civile sono divise a metà tra le province di Ravenna e Ferrara (essendo entrambe divise tra i comuni di Argenta e Alfonsine), appartengono interamente all'arcidiocesi di Ravenna.
Sede arcivescovile è la città di Ravenna, dove si trova la cattedrale della Resurrezione del Signore. A Cervia sorge la concattedrale di Santa Maria Assunta. Nel territorio arcivescovile si trovano anche tre basiliche minori: la basilica di Sant'Apollinare in Classe e quella di San Vitale, entrambe patrimonio dell'umanità, e la basilica di Santa Maria in Porto. Un altro importante edificio di culto ravennate è la basilica di Sant'Apollinare Nuovo, anche'essa patrimonio dell'umanità.

### Vicariati e parrocchie
Il territorio è suddiviso in 6 vicariati, in cui si contano in totale 88 parrocchie:
- Argenta-Portomaggiore
- Cervia
- Classe-Campiano
- Marina di Ravenna
- Mezzano
- Ravenna (urbano)

### Provincia ecclesiastica
La provincia ecclesiastica di Ravenna-Cervia comprende le seguenti diocesi suffraganee:
- Diocesi di Cesena-Sarsina,
- Diocesi di Forlì-Bertinoro,
- Diocesi di Rimini,
- Diocesi di San Marino-Montefeltro.

## Storia

### Sede di Ravenna

#### Origini ed età antica
L'origine della diocesi di Ravenna è verosimilmente molto antica. Il più antico reperto che testimonia la presenza del credo cristiano nell'area ravennate è un'iscrizione su una stele funeraria ritrovata a Classe e risalente alla fine del II secolo. Una datazione così bassa può essere spiegata se si considera che a Classe, l'antico porto di Ravenna, era di stanza una flotta dell'esercito romano che aveva il compito di sorvegliare la parte orientale del Mediterraneo. Probabilmente i primi cristiani del ravennate erano militari della flotta, reclutati nei Paesi di prima cristianizzazione, cioè nel Vicino Oriente. L'area cimiteriale dei primi cristiani (un grande sepolcreto del III-IV secolo) è stata localizzata a Classe, a poca distanza dalla basilica di Sant'Apollinare, durante gli scavi condotti nella seconda metà del XVIII secolo.
Si può ipotizzare che la diocesi di Ravenna sia stata istituita nella Civitas Classis all'inizio del III secolo. Il primo vescovo di cui è certa l'esistenza è Severo, che partecipò al concilio di Sardica nel 343. La tradizione arretra l'inizio della cronologia episcopale ai primi decenni della cristianità: sant'Apollinare, uno dei discepoli di san Pietro ad Antiochia di Siria, giunse a Classe dalla sua città natale e qui fondò la prima comunità cristiana locale; il medesimo episodio è presente in Andrea Agnello e negli scritti dei cronachisti ravennati a partire dal IX secolo. La maggioranza degli storici ritiene tuttavia che tali testimonianze non siano affidabili e che la datazione tramandata sia stata ottenuta dilatando la durata dei primi episcopati.
La diocesi ebbe sede a Classe dalla fondazione sino a quando Ravenna fu scelta come capitale dell'impero romano (402). In previsione del trasferimento della corte imperiale fu avviata la costruzione della nuova cattedrale. Costruita al centro della città, fu consacrata il 3 aprile 407 e dedicata alla Risurrezione di Gesù, in greco antico Hagìa Anástasis. Papa Celestino I (422-432) elevò la sede ravennate a metropolia e costituì la relativa Provincia ecclesiastica; la sede ravennate acquisì una notevole importanza fra le diocesi del nord Italia. All'autorità del vescovo di Ravenna furono sottoposte le diocesi di Voghenza, Imola, Forlì, Faenza, Bologna e Modena, in precedenza appartenute alla metropolia di Milano. Il primo metropolita fu San Pietro Crisologo (433-450). All'epoca del vescovo Giovanni I (fine V secolo), detto Angelopte perché avrebbe avuto il privilegio di poter vedere il proprio angelo custode, la metropolia di Ravenna estese la sua giurisdizione su tutti i vescovi dell'Emilia occidentale, dunque anche sulle Chiese di Piacenza, Parma, Brescello e Reggio. Ravenna era una delle tre sedi metropolitane dell'Italia settentrionale (le altre erano Milano ed Aquileia). Il vescovo ravennate riceveva la consacrazione direttamente dal vescovo di Roma. I Papi rispettavano comunque la tradizionale autonomia di Ravenna: il clero ravennate sceglieva al proprio interno il nuovo arcivescovo.

#### Età bizantina

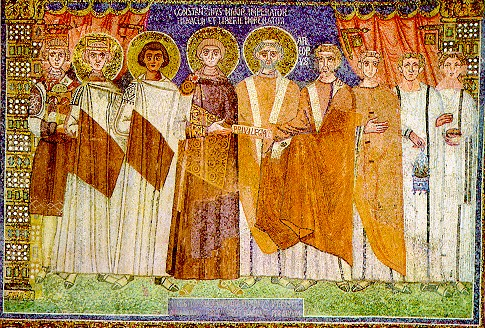
Pannello a mosaico di Sant'Apollinare in Classe, commissionato dall'arcivescovo Reparato (671-677) per celebrare l'autocefalia concessa dall'imperatore Costante II.

Nel 540 tutta l'arcidiocesi di Ravenna fu recuperata al dominio romano (d'Oriente), sottraendola al regno degli Ostrogoti. I beni della chiesa gota (ariana) furono devoluti alla chiesa ravennate (cattolica). Tra le prime opere pubbliche della Ravenna bizantina vi fu la costruzione di due basiliche monumentali: iniziata nel 532, fu ripresa l'edificazione della basilica di San Vitale, che fu portata a compimento nel 547; nel 549 terminarono anche i lavori di costruzione della basilica di Sant'Apollinare in Classe. Al VI secolo risale inoltre la costruzione del Tricolle (o Tricolo), un grandioso edificio non più esistente dotato di tre torri e destinato ad accogliere il clero ravennate. Considerata dagli imperatori un baluardo della fede ortodossa posta ai confini con i territori a nord del Po, dove l'arianesimo era ancora diffuso, nel 546 Ravenna fu elevata al rango di sede arcivescovile: Massimiano fu il primo a ricevere il pallio da papa Vigilio.
Nel 554, inoltre, Giustiniano nominò Ravenna capitale dei possedimenti bizantini d'Italia. Da allora l'arcivescovo ravennate cominciò a stringere rapporti sempre più stretti con l'Impero romano d'Oriente. L'accresciuta importanza di Ravenna destò qualche preoccupazione a Roma. Nel 569/70 papa Benedetto I ruppe per la prima volta l'antica consuetudine secondo la quale il clero ravennate sceglieva l'arcivescovo al proprio interno imponendo un prelato romano, Giovanni. In altre occasioni la Sede Apostolica intervenne per limitare l'autonomia di Ravenna: papa Simplicio minacciò Giovanni III della privazione del diritto di consacrare i vescovi suoi suffraganei; Gregorio Magno (590-604) richiese di ridurre lo sfarzo dell'arcivescovo Giovanni V e del suo clero.
Con la costituzione dell'Esarcato d'Italia (584 circa), Ravenna fu eretta capitale. Al vertice dell'amministrazione fu posto l'esarca, nominato direttamente dall'imperatore. Costantinopoli conferì anche all'arcivescovo importanti poteri civili, come il controllo delle finanze urbane, dei pesi e delle misure, dell'annona e la piena giurisdizione civile e penale sul clero. Agli inizi del VII secolo, la metropolia ravennate si estese alle diocesi di Cesena, Forlimpopoli e Sarsina, fino a quel momento suffraganee di Roma.
Nelle chiese di Ravenna cominciò a diffondersi il rito bizantino. Monaci provenienti dall'Oriente fondarono monasteri, soprattutto di regola basiliana. La cattedrale mantenne la dedicazione alla Hagìa Anástasis, come a Gerusalemme. La tradizione bizantina permeò molti aspetti della vita religiosa in tutta la Romagna con la diffusione di culti d'importazione. Tra essi, quello della Candelora (Candlora in romagnolo) e della Madonna della Cintura. Anche molti dei santi più popolari in Romagna sono originari dell'Oriente: Stefano protomartire, Giacomo, Sant'Andrea, Martino, Giorgio, Barbara, Ippolito, Agata, Lucia, Biagio, Sebastiano, Apollonia e Dorotea. San Martino di Tours incontrò una grandissima devozione tanto che, dopo la fine della dominazione degli Ostrogoti, i mosaici ariani della cappella palatina del palazzo di Teoderico furono rimossi e sostituiti dalla processione dei santi martiri aperta proprio da San Martino (seguito, tra gli altri, da Stefano, Sebastiano e Ippolito).
Aumentò anche il peso economico e finanziario: la Chiesa ravennate possedeva terre ed edifici in tutte le diocesi della provincia ecclesiastica e massae e fondi nella Pentapoli, in Umbria, in Istria e perfino in Sicilia; raggiungeva un'estensione complessiva di poco inferire al Patrimonio di San Pietro. Nel 666 l'imperatore bizantino Costante II, durante il suo soggiorno in Sicilia, concesse alla Chiesa di Ravenna l'autocefalia. L'arcivescovo Mauro (642-671) ottenne il pallio imperiale nonché l'autonoma consacrazione da parte di tre vescovi suffraganei. I privilegi concessi da Costante II furono motivo di grande prestigio per l'arcivescovo Mauro e rappresentarono un momento significativo per la storia della città, tanto da essere festeggiati con grandi celebrazioni. Papa Vitaliano e l'arcivescovo ravennate arrivarono a scambiarsi reciproco anatema e si verificò pertanto un vero e proprio scisma (671). Successivamente Mauro, appoggiato da Costante II, aderì all'eresia monotelita. Il suo successore Reparato (671-677) non si recò all'Urbe per la consacrazione. L'autocefalia fu revocata nel 680-682 dall'imperatore Costantino IV, che trovò motivi di riavvicinamento con la Chiesa di Roma: sentì un debito di riconoscenza verso papa Dono che lo aveva aiutato a riconquistare il legittimo trono. Costantino IV rinunciò ad imporre il monotelismo. Nonostante ciò, Ravenna e Costantinopoli continuarono ad avere stretti rapporti e ad influenzarsi reciprocamente. Ravenna cercò anche di esercitare pressioni sulla sede imperiale. All'inizio dell'VIII secolo l'arcivescovo Felice (709-725) fu coinvolto in una congiura contro Giustiniano II che, tornato sul trono, lo fece accecare e deportare nel Ponto.

#### Alto Medioevo
Nel 751 l'Esarcato bizantino si sfaldò per effetto della conquista longobarda. All'indomani del tracollo di Bisanzio nel centro-nord Italia, l'obiettivo della Chiesa di Ravenna fu quello di assicurarsi una signoria territoriale abbastanza vasta da non essere risucchiata dall'espansionismo longobardo né, in seguito, da quello franco.
Gli arcivescovi di Ravenna cercarono di creare un loro organismo politico-amministrativo autonomo, analogo a quello della Chiesa di Roma. La base per l'esercizio del dominio temporale fu comunque rappresentata, sia per la sede ravennate come per il papato, dal suo patrimonio fondiario, che si estendeva in Romagna, nel Ferrarese, in Istria, Veneto, Marche, Umbria e comprendeva anche terreni in Calabria e in Sicilia.
Nel 752 sedeva sulla cattedra di Roma Stefano II (752-757), mentre su quella di Ravenna vi era Sergio (744-769). Quando Sergio capì che il pontefice intendeva impossessarsi dei territori dell'ex Esarcato con l'aiuto dei Franchi, l'arcivescovo cercò di costituirsi legittimo erede dell'istituzione bizantina. Per questo nel 755 Sergio, d'intesa con il re longobardo Astolfo, non si presentò all'incontro con il pontefice per discutere dell'amministrazione dell'ex territorio esarcale, che Astolfo si era impegnato a restituire (Prima pace di Pavia, giugno 755). Il re longobardo, anzi, consegnò le città occupate a Sergio e questi ne prese possesso in funzione di esarca (ut exarchus). Fu necessario l'intervento diretto di Pipino il Breve (756) perché venissero restituite «a San Pietro apostolo» le città dell'Esarcato, tra cui Ravenna, e della Pentapoli (Seconda pace di Pavia, giugno 756). L'arcivescovo Sergio venne chiamato a Roma, dove un sinodo riunito per giudicarlo lo condannò a una pena detentiva. Durante la sua prigionia la città di Ravenna fu amministrata da funzionari papali.

Il pontefice non riuscì a rientrare in possesso di tutte le città dell'Esarcato e della Pentapoli. Il suo successore papa Paolo I ritenne che Sergio gli sarebbe stato utile nella trattativa coi longobardi. L'arcivescovo ravennate venne quindi liberato ed inviato a Ravenna per conferire con re Desiderio. Paolo I ottenne da Sergio l'assicurazione che egli non avrebbe chiesto aiuto a Costantinopoli; in cambio, concesse alla sede di Sant'Apollinare una vasta signoria ecclesiastica sul territorio ravennate.
Negli anni seguenti i rapporti tra il pontefice e la sede ravennate tornarono tesi. Nel 774 re Carlo Magno, trionfatore sui Longobardi, si recò a Roma per la Pasqua. Nella sua prima visita nell'Urbe rinnovò la promissio di restituzione dei territori dell'ex esarcato alla Sede apostolica. L'arcivescovo Leone, che si considerava il successore dell'esarca bizantino, non si volle sottomettere al pontefice né riconobbe i diritti della Santa Sede sulla vicina Pentapoli (774-775). Secondo gli arcivescovi ravennati l'effettiva sovranità sull'ex esarcato apparteneva esclusivamente al re dei Franchi. Da parte sua, Carlo Magno non mostrò mai l'intenzione di attuare integralmente la Promissio Romana. Per tutto l'VIII secolo e fino alla metà del successivo, gli arcivescovi cercarono appoggio presso i re di Francia.
L'arcivescovo Leone I (770-777) sostituì gli amministratori apostolici delle città di Imola, Faenza, Forlì, Forlimpopoli, Cesena, Bobbio (fu il nome che assunse Sarsina in epoca medievale o, meglio, la Contea a cui apparteneva, Contea di Bobbio), Comacchio, Ferrara e Bologna con uomini di sua fiducia. Nel 775 ottenne un incontro con Carlo Magno, davanti al quale sostenne la legittimità delle sue pretese su tali città. Leone dispose di firmare i suoi documenti con la formula «arcivescovo e primate della Santa Chiesa cattolica ravennate ed esarca d'Italia». A conferma dell'importanza istituzionale della sede arcivescovile, nel testamento di Carlo Magno, riportato da Eginardo nella Vita Karoli (814), Ravenna figura come seconda sede metropolitica dell'impero carolingio, dopo Roma.
Dal 789 al 810 fu arcivescovo Valerio. Venne ricordato ed apprezzato per la grande energia spesa nell’evangelizzazione delle aree paludose della vasta diocesi e per le ingenti risorse destinate alla costruzione di nuovi edifici religiosi per assicurare la cura delle anime. Sempre nel campo della difesa della fede, stanziò importanti risorse per combattere l’eresia ariana, molto diffusa soprattutto negli ambienti di cultura longobarda. Anche il successore Martino (810-818) ebbe stretti rapporti con la corte imperiale. Giorgio (837-846) si schierò, nella lotta di successione a Ludovico il Pio, con Lotario. Quando Gregorio IV mandò in Francia una missione pacificatrice, egli volle parteciparvi, nonostante il parere sfavorevole del papa. Nella lista dei ventidue vescovi italiani che nell'844 parteciparono in San Pietro a Roma all'incontro tra Sergio II e l'imperatore, Giorgio fu registrato al primo posto. Nell'819 il pontefice Pasquale I confermò all'arcivescovo Petronace (ca. 819-837) tutti i precedenti privilegi dei pontefici e degli imperatori alla Chiesa ravennate. Vennero sanciti anche una serie di diritti dell'arcidiocesi in materia di giustizia civile ed ecclesiastica.
L'arcivescovo Giovanni VII (850-878) inasprì la politica autocefala e giunse al punto di vessare le diocesi suffraganee ad ovest di Bologna (Modena, Reggio, Parma e Piacenza), imponendo loro pesanti tributi e vietando loro di comunicare direttamente con la Chiesa di Roma. La disputa fu chiusa da papa Niccolò I (858-867), che convocò a Roma l'arcivescovo e, visto il suo rifiuto, si recò a Ravenna dove constatò la generale avversione del clero e del popolo per Giovanni, che dovette comparire nell'861 davanti a un sinodo che condannò il suo operato. Questo episodio però non mutò l'atteggiamento degli arcivescovi della sede ravennate, che anzi proseguirono la politica di affermazione delle proprie prerogative, rispetto alle prerogative dei papi, operando scelte autonome in fatto di alleanze con i detentori del potere temporale. Nell'877 si aprì una crisi tra l'arcivescovo di Milano e il papa. La questione fu risolta con un compromesso. Nel gennaio 880 le parti s'incontrarono per discutere come suddividere le rispettive prerogative. L'incontro si tenne a Ravenna. Anno 878: la cattedra di Ravenna è tra le principali sedi vescovili del regno d'Italia, insieme al patriarca di Aquileia, l’arcivescovo di Milano e il vescovo di Pavia.
Nell'892, infatti, Lamberto II di Spoleto volle essere incoronato sacro romano imperatore a Ravenna: papa Formoso dovette recarsi nella città bizantina. Nel 910 l'arcivescovo Giovanni da Tossignano venne eletto papa con il nome di Giovanni X. Alcuni documenti redatti sotto Giovanni VIII e Giovanni IX (898-914) sottolineano l'esclusività della giurisdizione civile dei vescovi ravennati e vietano l'appello ad un'autorità superiore. Negli anni tra il 960 e il 980 la Chiesa di Ravenna redasse un regesto dei beni patrimoniali affidati in livello e in enfiteusi. Si tratta del Breviarum Ecclesiae Ravennatis, oggi conosciuto come «Codice Bavaro» (perché conservato nella Biblioteca di Stato di Monaco di Baviera).
| Abbazia              | Ordine monastico o Congregazione | Fondazione    | Cessazione |
| -------------------- | -------------------------------- | ------------- | ---------- |
| San Vitale           | Benedettini                      | Età bizantina | 1798       |
| Santa Maria in Porto | Portuensi                        | Alto Medioevo | 1798       |
| San Giovanni         | Benedettini                      | Alto Medioevo | 1798       |
| Classe               | Camaldolesi                      | Età bizantina | 1798       |

L'imperatore Ottone si fece costruire un palazzo nella città, a conferma del legame speciale che univa la sede di Ravenna alla dinastia degli Ottoni. Nel 967 vi si tenne un incontro tra l'imperatore e papa Giovanni XIII.
Il 25 dicembre 983 l'erede al trono di Germania, Ottone III, ancora infante, fu consacrato ad Aquisgrana dall'arcivescovo ravennate Giovanni Vincenzo.

#### Basso Medioevo
I titoli giuridici degli arcivescovi di Ravenna ebbero origine alla fine del X secolo, regnanti l'imperatore Ottone III e il cugino papa Gregorio V e furono confermati dai papi e dagli imperatori successivi. Nel 997 venne nominato a Ravenna il primo vescovo straniero, il francese Gerberto di Aurillac, già precettore di Ottone III ed abate del monastero di Bobbio. Il papa conferì al presule la giurisdizione civile sulla città e sul portum Volanae usque ad locum qui dicitur Cervia, ovvero tutta la fascia litoranea dalla foce del Po di Primaro fino a Cervia, comprendente le contee (comitatus) di Ferrara, Comacchio, Cervia, Decimano e Trasversara.

Nel 999 Gerberto ricevette anche le contee di Forlì, Forlimpopoli, Cesena, Sarsina e Montefeltro, così il dominio temporale dell'arcivescovo di Ravenna venne a comprendere tutto il territorio a mari usque ad Alpes, a fluvio Rheno usque ad Foliam (dal mare alle alture, dal fiume Reno al fiume Foglia), escludendo solo l'enclave di Bertinoro, all'epoca indipendente. Nello stesso anno Ottone III, in base al Privilegium imperiale, lo scelse come nuovo papa. Gerberto lasciò quindi Ravenna e salì al soglio pontificio con il nome di Silvestro II. A Ravenna si insediò Leone (aprile 999), al quale il sovrano confermò la giurisdizione sulle sedi episcopali suffraganee e sulle contee già possedute.
All'inizio dell'XI secolo l'arcivescovo Arnoldo (sassone) ottenne il potere temporale su Ravenna, Cervia, Faenza e Imola. La rivalità tra sede ravennate e apostolica si riaccese durante la lotta per le investiture: l'arcivescovo Enrico sostenne l'antipapa Onorio II (1061-1072) che si oppose a papa Gregorio VII, attirando l'interdetto papale sulla città. L'imperatore del Sacro Romano Impero nel 1080 contrappose al papa Gregorio VII l'arcivescovo di Ravenna Guiberto, che divenne antipapa con il nome di Clemente III (1080-1100). Ravenna faceva parte di un preciso disegno dell'imperatore, essendo un cardine della dominazione germanica dell'Italia settentrionale.
Il 22 ottobre 1106 papa Pasquale II, presiedendo un concilio a Guastalla, tolse a Ravenna la giurisdizione ecclesiastica su tutte le diocesi emiliane: Bologna, Modena, Reggio, Parma e Piacenza. La pressione della Santa Sede ebbe effetto: appena dieci anni dopo l'arcivescovo Gualtiero accettò l'obbedienza romana, così papa Gelasio II restituì le cinque diocesi alla sede metropolitana ravennate (7 agosto 1118). Gualtiero fu l'ultimo arcivescovo di Ravenna a firmare i documenti ufficiali con l'espressione «servo dei Servi di Dio, per grazia di Dio arcivescovo della ravennate Chiesa». Infine, nel 1157 gli arcivescovi di Ravenna cessarono di conferirsi il titolo di esarchi della città.
Nel XII secolo l'emergere delle istituzioni comunali causò nel Ravennate una forte spinta centrifuga, tanto è vero che entro il secolo successivo tutte le città romagnole si liberarono dalla sudditanza all'arcivescovo, costituendosi in liberi comuni. L'area d'influenza della Chiesa ravennate venne a restringersi, verso l'entroterra, a un raggio di circa quindici chilometri, mentre solo in direzione del Po e lungo la fascia costiera si mantenne inalterata. Nel 1278, con il passaggio definitivo della Romagna sotto la sovranità pontificia, venne creata la Provincia Romandiolæ et Exarchatus Ravennæ. La capitale fu posta a Bologna, mentre Ravenna fu sede della seconda carica, quella di Presidente della Provincia. Il legato pontificio e il rettore assunsero le competenze e i diritti che fino ad allora erano stati esercitati dall'arcivescovo di Ravenna.

#### Età moderna
Benedetto Accolti nel XVI secolo fu l'ultimo arcivescovo ad avere rapporti conflittuali con i papi, tanto che papa Paolo III lo fece processare e condannare per la sua fraudolenta condotta nell'amministrazione della Marca d'Ancona. Il cardinale Giulio della Rovere, istituì nel 1568 il seminario arcivescovile. Intanto il declino dell'arcidiocesi di Ravenna fu accelerato dall'elevazione della sede di Bologna, fino ad allora suffraganea di Ravenna, al rango di arcidiocesi metropolitana (dicembre 1582). Una serie di diocesi suffraganee di Ravenna passarono sotto la giurisdizione della sede felsinea: Cervia, Imola, Modena, Reggio, Parma e Piacenza. Nel 1604 papa Clemente VIII restituì Cervia ed Imola a Ravenna, aggiungendo anche la sede di Rimini.
Nel 1744 venne demolita l'antichissima cattedrale dedicata all'Aghia Anastasis per la costruzione della nuova cattedrale, che fu consacrata dall'arcivescovo Ferdinando Romualdo Guiccioli il 13 aprile 1749. Nel 1779 l'arcivescovo Cantoni trasferì il seminario in un nuovo edificio.
Nel 1818 ad Assisi, la città di San Francesco, furono ritrovate le ossa del santo, avvolte in teli di lino. Nel 1826 il Custode del Sacro Convento, il ravennate Padre Bonaventura Zabberoni, donò i teli di lino al monastero carmelitano della sua città. Da allora i lini sono conservati dalle Suore del convento carmelitano di Ravenna.
Nel 1860 al cardinale Enrico Orfei fu impedito per sette anni di prendere possesso della sua sede dalle autorità civili del nascente Regno d'Italia.

### Sede di Cervia
La diocesi di Cervia fu eretta all'inizio del VI secolo o forse negli ultimi anni del secolo precedente. Il primo vescovo storicamente documentato è Geronzio: secondo la tradizione avrebbe subito il martirio di ritorno dal sinodo romano del 501.
In origine la diocesi dipendeva dal patriarcato di Roma e solo nel 948 divenne suffraganea dell'arcidiocesi ravennate, a cui Cervia rimase sempre sottomessa, ad eccezione degli anni 1582-1604, periodo in cui la diocesi divenne suffraganea di Bologna.

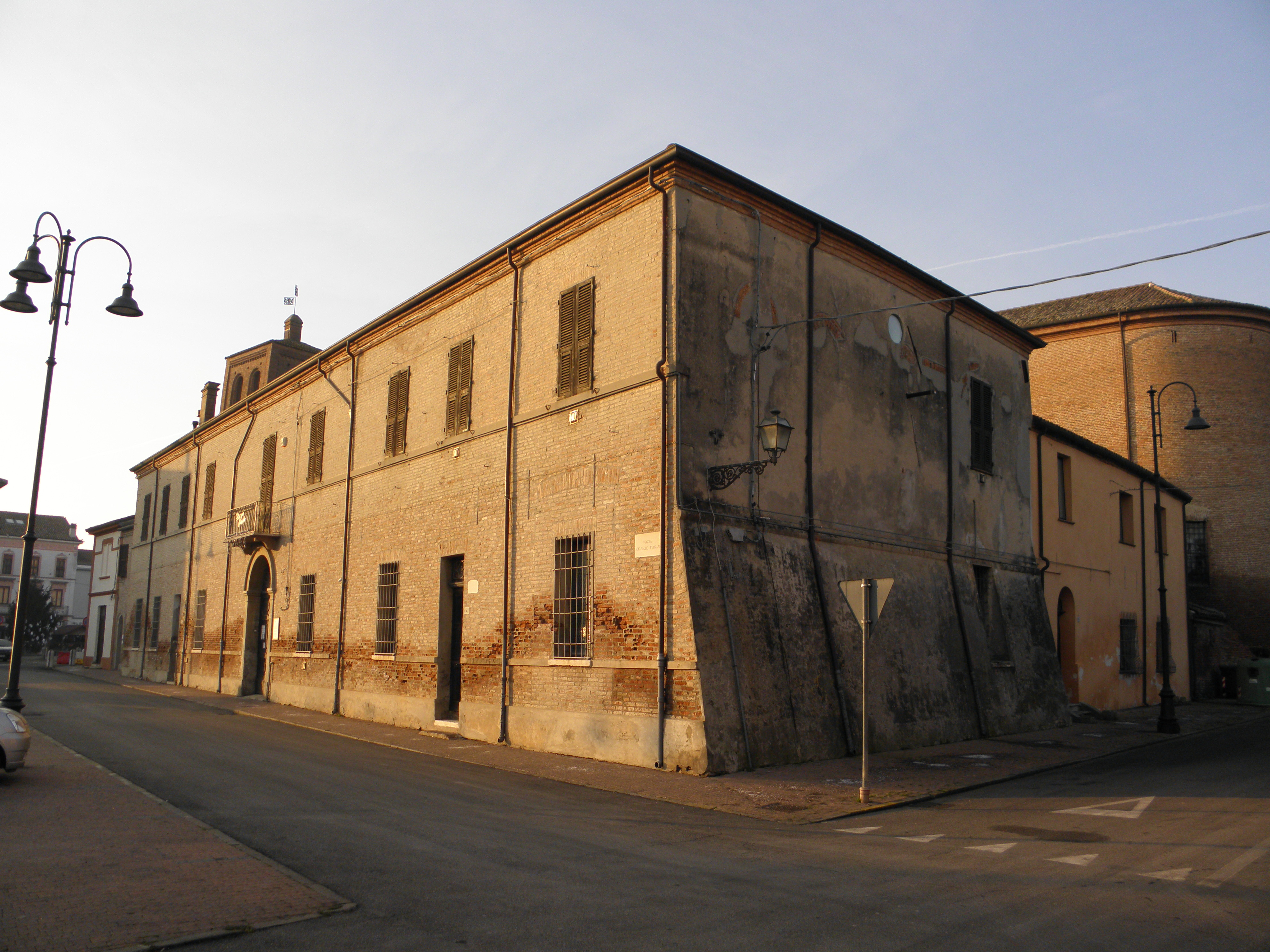
Il Palazzo del Vescovo a Massa Fiscaglia (oggi parte dell'arcidiocesi di Ferrara-Comacchio).

Sono pochi i vescovi di Cervia che nel primo millennio cristiano hanno lasciato tracce nella storia; solo a partire da Leone (fine X secolo) la cronotassi diviene più regolare e continua. Proprio con Leone, che al sinodo provinciale del 997 si firma come episcopus ficoclensis, quae nunc Cervia vocatur, compare per la prima volta il cambio del nome della città, da Ficocle, come finora s'era chiamata, a Cervia. Nella seconda metà del XII secolo la superficie della diocesi aumentò in virtù dell'annessione dell'ambito pievano di Massa Fiscaglia, comunità situata 80 km a nord di Cervia, al confine tra i territori di Adria, Comacchio e Ravenna.
Nel 1244 papa Innocenzo IV, con la bolla In apostolicae sedis specula, confermò alla sede di Cervia, elencandoli uno per uno, i possedimenti di tutte le pievi e le chiese di sua pertinenza. 
Per la malasanità del luogo, spesso il vescovo risiedette a Massa Fiscaglia, dove v'era un palazzo vescovile e dove furono celebrati diversi sinodi diocesani fra il 1573 e il 1670.
Il seminario diocesano venne istituito dal vescovo Ignazio Giovanni Cadolini nel 1828.
Il 15 febbraio 1947, con il decreto Comaclensi dioecesi della Congregazione Concistoriale, la pieve di Massa Fiscaglia, comprensiva di 8 parrocchie nei comuni di Fiscaglia e di Ostellato, e il cui territorio non era contiguo con quello del resto della diocesi di Cervia, fu annesso alla diocesi di Comacchio.

### L'unione tra Ravenna e Cervia
Il 7 gennaio 1909 Pasquale Morganti, arcivescovo di Ravenna, fu nominato anche vescovo di Cervia; in questo modo le due sedi furono unite in persona episcopi, unione che continuò anche con il successore Antonio Lega (1921-1946).
Il 22 febbraio 1947, in forza del decreto Quum Sanctissimus della Congregazione Concistoriale, fu stabilita l'unione aeque principaliter.
Infine, il 30 settembre 1986, in forza del decreto Instantibus votis della Congregazione per i Vescovi, fu stabilita la plena unione delle due diocesi e la nuova circoscrizione ecclesiastica ha assunto il nome attuale.
Il 27 ottobre 2014 la Congregazione per il culto divino e la disciplina dei sacramenti ha concesso ai sacerdoti che vivono nell'arcidiocesi di celebrare fino a quattro messe la domenica e nelle feste di precetto.

## Cronotassi dei vescovi
Si omettono i periodi di sede vacante non superiori ai 2 anni o non storicamente accertati.

### Sede di Ravenna
La cronotassi dei vescovi di Ravenna è incerta per i primi secoli; la tradizione vuole che si apra con sant'Apollinare, evangelizzatore e patrono dell'Emilia-Romagna; egli fu martirizzato a Classe nel III secolo. Classe fu sede della diocesi ravennate fino a tutto il IV secolo. All'inizio del V secolo fu trasferita a Ravenna.
La prima testimonianza di una serie episcopale ravennate è molto antica e risale al IX secolo, attribuita allo storico Agnello; questa serie è chiamata dagli studiosi Codex pontificalis ecclesiae ravennatis oppure Liber pontificalis ecclesiae ravennatis.
- Sant'Apollinare †
- Sant'Aderito †
- Sant'Eleucadio †
- San Marciano †
- San Calogero †
- San Procolo †
- San Probo I †
- San Dato †
- San Liberio I †
- Sant'Agapito †
- San Marcellino †
- San Severo † (circa 308 - 344/346)
- San Liberio II †
- San Probo II †
- San Fiorenzo †
- San Liberio III † (circa 380 - ?)
- Sant'Orso † (primo quarto del V secolo)
- San Pietro I † (433 - 450)
- San Neone † (menzionato nel 458)
- Sant'Esuperanzio † (dopo il 458 - maggio 477 deceduto)
- San Giovanni I Angelopte † (luglio 477 - 5 giugno 494 deceduto)
- San Pietro II † (15 settembre 494 - 519 deceduto)
  - Uvimundo † (menzionato nel 514 circa) (vescovo ariano)
- San Celio Aureliano † (519 - 26 maggio 521 deceduto)
- San Celio Ecclesio † (febbraio 522 - 27 luglio 532/533 deceduto)
- Sant'Ursicino † (febbraio 533 - 5 settembre 536 deceduto)
- San Vittore † (538 - 15 febbraio 545 o 546 deceduto)
- San Massimiano † (14 ottobre 546 - 22 febbraio 556 deceduto)
- Sant'Agnello † (22 giugno 556 - 1º agosto 569 o 570 deceduto)
- San Pietro III Seniore† (settembre 569 o 570 - 17 agosto 578 deceduto)
- Giovanni II Romano[44] † (4 dicembre 578 - 11 gennaio 595 deceduto)
- Mariniano[45] (o Mauriano)[46] † (prima del 5 luglio 595 - 23 ottobre o novembre 606 deceduto)
- Giovanni III † (607 - 22 agosto 625 deceduto)
- Giovanni IV † (625 - 631)
- Bono † (631 - 25 agosto 642 deceduto)
- Mauro[47] † (dicembre 642 - ottobre 671 deceduto)[48]
- Reparato † (ottobre 671 - 30 giugno 677 deceduto)[49]
- Teodoro † (settembre 677 - 18 gennaio 691 deceduto)[50]
- San Damiano[51] † (febbraio 692 - 13 maggio 708 deceduto)
- San Felice † (31 marzo 709 - 25 novembre 725 deceduto)
- Giovanni V[52] † (726 - 744)
- Sergio † (744 - 25 agosto 769 deceduto)
  - Michele † (antivescovo)[53]
- Leone I[20] † (770 - 14 febbraio 777 deceduto)
- Giovanni VI † (777 - 784)
- Grazioso † (784 - 23 febbraio 789 deceduto)
- Valerio † (789 - 15 marzo 810 deceduto)
- Martino[54] † (giugno 810 - 10 novembre 818 deceduto)
- Petronace † (prima del 19 luglio 819 - 13 marzo 837 deceduto)
- Giorgio[22] † (prima del 1º maggio 838 - 20 gennaio 846 deceduto)[55]
- Deusdedit † (846 - fine 849)
- Giovanni VII[56] † (prima di aprile 850 - fine 878 deceduto)
- Romano di Calcinaria † (ottobre 878 - fine 888 deceduto)
- Domenico Ublatella † (fine 889 - fine 897 deceduto)
- Giovanni VIII Kailone † (inizio 898 - fine 904)
- Giovanni IX da Tossignano † (fine 904 - marzo 914, eletto papa con il nome di Giovanni X)
- Costantino † (giugno 914 - fine 926 deceduto)
- Pietro IV † (927 - aprile 971 dimesso)
- Onesto I † (971 - 983 deceduto)
- San Giovanni X da Besate † (metà del 983 - dopo l'8 aprile 998 dimesso)
- Gerberto da Aurillac † (prima del 28 aprile 998 - 2 aprile 999 eletto papa con il nome di Silvestro II)
- Leone II, O.S.B. † (999 - 1001 dimesso)
- Federico di Ravenna[57] † (autunno 1001 - 1004 deceduto)
- Etelberto † (1004 - 21 gennaio 1014)[58]
- Arnoldo di Sassonia[59][60] † (21 gennaio 1014 - 17 novembre 1019 deceduto)
- Eriberto † (1019 - inizio 1027 deceduto)
- Gebeardo da Eichstätt[61] † (maggio 1027 - 16 febbraio 1044 deceduto)
  - Witgero † (maggio 1044 - maggio 1046) (antivescovo)
- Unfrido da Embrach † (ottobre 1046 - 23 agosto 1051 deceduto)
- Enrico[62] † (prima metà del 1052 - 1º gennaio 1072 deceduto)
- Guiberto da Parma † (luglio 1072 - 8 settembre 1100 deceduto; dal 1080 antipapa con il nome di Clemente III)
- Ottone Boccatorta † (1100 - 1110)
- Geremia † (1110 - 1117)
- Gualtiero[63] † (7 agosto 1118 - 13 febbraio 1144 deceduto)
- Mosè da Vercelli † (giugno 1144 - 26 ottobre 1154 deceduto)
- Anselmo da Havelberg, O.Praem. † (maggio 1155 - 12 agosto 1158 deceduto)
- Guido di Biandrate[64][65] † (febbraio 1159 - 9 luglio 1169 deceduto)
- Gerardo[66] † (1169 - 1190 deceduto)
- Guglielmo di Cabriano † (11 febbraio 1191 - 1201 deceduto)
- Alberto Oselletti[67] † (10 marzo 1202 - gennaio 1207 deceduto)
- Egidio de Garzoni † (16 aprile 1207 - ottobre 1208 deceduto)
- Ubaldo † (21 dicembre 1208 - 21 marzo 1216)
- Picinino † (marzo 1216 - estate 1216)
- Simeone † (5 marzo 1217 - 31 maggio 1228 deceduto)
- Teodorico † (luglio 1228 - 28 dicembre 1249 deceduto)[68]
- Filippo Fontana † (5 aprile 1250 - 18 settembre 1270 deceduto)
- Bonifacio Fieschi[69], O.P. † (4 settembre 1275 - 24 dicembre 1294 deceduto)
- Obizzo Sanvitale † (23 luglio 1295 - 30 ottobre 1303 deceduto)
- Beato Rinaldo da Concorezzo † (19 novembre 1303 - 18 agosto 1321 deceduto)
  - Rinaldo da Polenta † (1321 - 1322 deceduto) (vescovo eletto)[70]
- Aymeric de Chalus (Aimerico di Castel Lucio) † (24 settembre 1322 - 13 maggio 1332 nominato vescovo di Chartres)
- Guido de Roberti † (27 giugno 1332 - settembre 1333 deceduto)
- Francesco Michiel † (14 ottobre 1333 - prima del 25 settembre 1342 nominato arcivescovo di Creta)
- Nicola Canal † (25 settembre 1342 - 23 maggio 1347 nominato arcivescovo di Patrasso)
- Fortanier de Vassal, O.F.M. † (24 ottobre 1347 - 20 maggio 1351 nominato patriarca di Grado)
  - Fortanier de Vassal, O.F.M. † (20 maggio 1351 - 16 ottobre 1361 deceduto) (amministratore apostolico)
- Petrocino Casalesco, O.S.B. † (26 aprile 1362 - 1369 deceduto)
- Pileo da Prata † (23 gennaio 1370 - 1387 deposto)
  - Ludovico di Casale † (circa 1380 - circa 1389 deceduto) (antivescovo)
- Cosimo dei Migliorati † (4 novembre 1387 - 19 giugno 1389 nominato vescovo di Bologna)
  - Cosimo dei Migliorati † (19 giugno 1389 - 15 settembre 1400 dimesso) (amministratore apostolico)
- Giovanni Migliorati † (15 settembre 1400 - 16 ottobre 1410 deceduto)
- Tommaso Perondoli[71] † (2 gennaio 1411 - 20 ottobre 1445 deceduto)
- Bartolomeo Roverella † (26 settembre 1445 - 9 gennaio 1475 dimesso)
- Filiasio Roverella † (9 gennaio 1475 - 1516 dimesso)
- Niccolò Fieschi † (1516 - novembre 1517 dimesso)
- Urbano Fieschi † (4 novembre 1517 - 23 gennaio 1524 deceduto)
  - Pietro Accolti † (15 giugno 1524 - agosto 1524 dimesso) (amministratore apostolico)
- Benedetto Accolti † (17 agosto 1524 - 21 settembre 1549 deceduto)
  - Ranuccio Farnese, O.S.Io.Hieros. † (11 ottobre 1549 - 28 aprile 1564 nominato amministratore apostolico di Bologna) (amministratore apostolico)
  - L'interim viene assunto dal Santo Padre Pio IV[72]
- Giulio della Rovere † (6 marzo 1566 - 3 settembre 1578 deceduto)
- Cristoforo Boncompagni † (15 ottobre 1578 - 3 ottobre 1603 deceduto)
- Pietro Aldobrandini † (13 settembre 1604 - 10 febbraio 1621 deceduto)
- Luigi Capponi (3 marzo 1621 - 1645 dimesso)
- Luca Torrigiani (18 settembre 1645 - 12 dicembre 1669 deceduto)
- Paluzzo Paluzzi Altieri Degli Albertoni † (19 maggio 1670 - prima del 19 febbraio 1674 dimesso)
- Fabio Guinigi † (19 febbraio 1674 - 28 agosto 1691 deceduto)
- Raimondo Ferretti † (9 gennaio 1692 - 24 marzo 1719 deceduto)
- Girolamo Crispi † (16 dicembre 1720 - 13 marzo 1727 dimesso)
- Maffeo Nicolò Farsetti † (17 marzo 1727 - 6 febbraio 1741 deceduto)
- Ferdinando Romualdo Guiccioli, O.S.B.Cam. † (5 aprile 1745 - 7 novembre 1763 deceduto)
- Niccolò Oddi † (20 febbraio 1764 - 25 maggio 1767 deceduto)
- Antonio Cantoni † (28 settembre 1767 - 2 novembre 1781 deceduto)
- Antonio Codronchi † (14 febbraio 1785 - 22 gennaio 1826 deceduto)
- Chiarissimo Falconieri Mellini † (3 luglio 1826 - 22 agosto 1859 deceduto)
- Enrico Orfei † (23 marzo 1860 - 22 dicembre 1870 deceduto)
- Vincenzo Moretti † (27 ottobre 1871 - 22 settembre 1879 dimesso)
- Giacomo Cattani † (22 settembre 1879 - 14 febbraio 1887 deceduto)
- Sebastiano Galeati † (23 maggio 1887 - 25 gennaio 1901 deceduto)
- Agostino Gaetano Riboldi † (15 aprile 1901 - 25 aprile 1902 deceduto)
- San Guido Maria Conforti † (9 giugno 1902 - 14 novembre 1904 nominato arcivescovo titolare di Stauropoli)
- Pasquale Morganti † (14 novembre 1904 - 18 dicembre 1921 deceduto)
- Antonio Lega † (18 dicembre 1921 succeduto - 16 novembre 1946 deceduto)

### Sede di Cervia
- San Geronzio † (menzionato nel 501)
- Severo † (prima di luglio 591 - dopo giugno 599)
- Bono I † (menzionato nel 649)
- Sergio † (menzionato nel 769)
- Lucido † (menzionato nell'855)
- Giovanni I † (prima di novembre 861 - dopo luglio 881)
- Stefano † (prima di novembre 967 - dopo maggio 969)
- Leone † (prima di maggio 998 - dopo dicembre 1029)
- Giovanni II † (prima di maggio 1031 - dopo marzo 1053)
- Bono II † (prima di luglio 1059 - dopo novembre 1069)
- Ildebrando † (menzionato nel settembre 1073)
- Angelo † (prima del 1081 - dopo il 1082)
- Giovanni III † (prima di luglio 1109 - dopo aprile 1122)
- Pietro I † (prima di dicembre 1126 - dopo febbraio 1153)
- Manfredo † (menzionato nel 1163)
- Alberto I † (1166 - 1173)
- Ugo † (1174 - dopo giugno 1175)
- Teobaldo † (prima di ottobre 1187 - dopo maggio 1193)
- Alberto II † (prima di maggio 1198 - dopo novembre 1200)
- Simeone † (prima di maggio 1204 - 5 marzo 1217 nominato arcivescovo di Ravenna)
- Rustico † (prima di marzo 1219 - dopo dicembre 1226)
- Giovanni IV † (prima di dicembre 1229 - dopo giugno 1247)
- Giacomo † (prima di dicembre 1254 - 1257 dimesso)
- Ubaldo † (27 giugno 1257 - ?)
- Giovanni V † (prima di marzo 1261 - 1264)
  - Sede vacante (1264-1266)
- Tommaso † (9 giugno 1266 - 1270 deceduto)
- Teodorico de' Borgognoni, O.P. † (1270 - 24 dicembre 1298 deceduto)
- Antonio, O.F.M. † (6 aprile 1299 - dopo aprile 1304)
- Matteo † (prima di maggio 1307 - 1317)
- Guido Gennari † (16 luglio 1317 - ?)
- Francesco † (1320 - 1324 deceduto)
- Geraldo † (16 luglio 1324 - 1329 deceduto)
- Esuperanzio Lambertazzi † (11 ottobre 1329 - 1342 deceduto)
- Guadagno de' Majoli, O.F.M. † (26 giugno 1342 - ? deceduto)
- Giovanni Piacentini † (8 marzo 1364 - 23 gennaio 1370 nominato vescovo di Padova)
- Bernardo Guasconi, O.F.M. † (29 marzo 1370 - 1374 deceduto)
- Astorgio de Brason † (27 novembre 1374 - ?)
- Giovanni Vivenzi, O.E.S.A. † (1381 - 1382 ? deceduto)
  - Guglielmo Alidosi † (5 aprile 1382 - 19 aprile 1382 nominato vescovo di Imola[73]) (vescovo eletto)
- Giovanni VI † (1383 - ? deceduto)
  - Garcias Menéndez, O.F.M. † (circa 1388 - 11 febbraio 1393 nominato vescovo di Bayonne) (amministratore apostolico)
- Pino degli Ordelaffi † (9 marzo 1394 - 1402 deceduto)
- Paolo † (8 marzo 1402 - 1431 deceduto)
  - Mainardino † (2 aprile 1414 - 21 novembre 1431 nominato vescovo di Comacchio) (antivescovo)
- Cristoforo da San Marcello † (2 maggio 1431 - 21 novembre 1435 nominato vescovo di Rimini)
  - Antonio Correr, C.R.S.G.A. † (novembre 1435 - 1440 dimesso) (amministratore apostolico)
  - Pietro Barbo † (1º luglio 1440 - 10 giugno 1451 dimesso) (amministratore apostolico)
  - Isidoro di Kiev † (19 giugno 1451 - 15 marzo 1455 dimesso) (amministratore apostolico)
- Francesco Porzi, O.P. † (15 marzo 1455 - 1474 ? deceduto)
- Achille Marescotti † (9 gennaio 1475 - 21 novembre 1485 deceduto)
- Tommaso Catanei, O.P. † (12 dicembre 1485 - 1513 dimesso)
- Pietro Fieschi † (23 settembre 1513 - 1525 deceduto)
  - Paolo Emilio Cesi † (1525 - 23 marzo 1528 dimesso) (amministratore apostolico)
- Ottavio Cesi † (23 marzo 1528 - 1534 deceduto)
  - Paolo Emilio Cesi † (1534 - 1534 dimesso) (amministratore apostolico, per la seconda volta)
- Giovanni Andrea Cesi † (13 novembre 1534 - 11 marzo 1545 nominato vescovo di Todi)
- Scipione Santacroce † (23 marzo 1545 - 1576 dimesso)
- Ottavio Santacroce † (18 luglio 1576 - 3 settembre 1581 deceduto)
- Lorenzo Campeggi † (8 gennaio 1582 - 6 novembre 1585 deceduto)
- Decio Azzolini † (15 novembre 1585 - 9 ottobre 1587 deceduto)
- Annibale de Paoli † (12 ottobre 1587 - ? deceduto)
- Alfonso Visconti † (8 febbraio 1591 - 10 settembre 1601 nominato vescovo di Spoleto)
- Bonifazio Bevilacqua Aldobrandini † (10 settembre 1601 - 7 aprile 1627 deceduto)
- Gianfrancesco Guidi di Bagno † (17 maggio 1627 - 16 aprile 1635 nominato vescovo di Rieti)
- Francesco Maria Merlini † (17 settembre 1635 - novembre 1644 deceduto)
- Pomponio Spreti † (8 gennaio 1646 - 15 novembre 1652 deceduto)
  - Sede vacante (1652-1655)
- Francesco Gheri † (31 maggio 1655 - 1661 deceduto)
- Anselmo Dandini † (26 giugno 1662 - dicembre 1664 deceduto)
- Gerolamo Santolini † (15 giugno 1665 - marzo 1667 deceduto)
- Gianfrancesco Riccamonti, O.S.B. † (9 aprile 1668 - 17 aprile 1707 deceduto)
- Camillo Spreti † (15 aprile 1709 - gennaio 1727 deceduto)
- Gaspare Pizzolanti, O.Carm. † (25 giugno 1727 - 31 dicembre 1765 deceduto)
- Giambattista Donati † (2 giugno 1766 - 1792 deceduto)
  - Sede vacante (1792-1795)
- Bonaventura Gazola, O.F.M.Ref. † (1º giugno 1795 - 21 febbraio 1820 nominato vescovo di Montefiascone e Corneto)
- Giuseppe Crispino Mazzotti † (21 febbraio 1820 - 2 novembre 1825 deceduto)
- Ignazio Giovanni Cadolini † (3 luglio 1826 - 30 settembre 1831 nominato vescovo di Foligno)
- Mariano Baldassarre Medici, O.P. † (17 dicembre 1832 - 1º ottobre 1833 deceduto)
- Innocenzo Castracane degli Antelminelli † (20 gennaio 1834 - 12 febbraio 1838 nominato vescovo di Cesena)
- Gaetano Balletti † (12 febbraio 1838 - 11 maggio 1842 deceduto)
- Gioacchino Tamburini † (22 luglio 1842 - 13 ottobre 1859 deceduto)
- Giovanni Monetti † (23 marzo 1860 - 15 febbraio 1877 deceduto)
- Federico Foschi † (20 marzo 1877 - 7 ottobre 1908 deceduto)
- Pasquale Morganti † (7 gennaio 1909 - 18 dicembre 1921 deceduto)
- Antonio Lega † (18 dicembre 1921 succeduto - 16 novembre 1946 deceduto)

### Sede di Ravenna e Cervia
- Giacomo Lercaro † (31 gennaio 1947 - 19 aprile 1952 nominato arcivescovo di Bologna)
- Egidio Negrin † (24 maggio 1952 - 4 aprile 1956 nominato arcivescovo, titolo personale, di Treviso)
- Salvatore Baldassarri † (3 maggio 1956 - 22 novembre 1975 dimesso)
- Ersilio Tonini † (22 novembre 1975 - 30 settembre 1986 nominato arcivescovo di Ravenna-Cervia)

### Sede di Ravenna-Cervia
- Ersilio Tonini † (30 settembre 1986 - 27 ottobre 1990 ritirato)
- Luigi Amaducci † (27 ottobre 1990 - 9 marzo 2000 ritirato)
- Giuseppe Verucchi † (9 marzo 2000 - 17 novembre 2012 ritirato)
- Lorenzo Ghizzoni, dal 17 novembre 2012

## Statistiche
L'arcidiocesi nel 2023 su una popolazione di 215.600 persone contava 193.400 battezzati, corrispondenti all'89,7% del totale.
| anno | popolazione | popolazione | popolazione | presbiteri | presbiteri | presbiteri | presbiteri                | diaconi | religiosi | religiosi | parrocchie |
| anno | battezzati  | totale      | %           | numero     | secolari   | regolari   | battezzati per presbitero | diaconi | uomini    | donne     | parrocchie |
| ---- | ----------- | ----------- | ----------- | ---------- | ---------- | ---------- | ------------------------- | ------- | --------- | --------- | ---------- |
| 1950 | 172.500     | 173.639     | 99,3        | 153        | 129        | 24         | 1.127                     |         | 24        | 320       | 74         |
| 1969 | ?           | 200.000     | ?           | 171        | 132        | 39         | ?                         |         | 49        | 503       | 77         |
| 1980 | 215.900     | 227.000     | 95,1        | 162        | 114        | 48         | 1.332                     |         | 51        | 450       | 88         |
| 1990 | 207.000     | 210.000     | 98,6        | 137        | 105        | 32         | 1.510                     | 4       | 40        | 334       | 86         |
| 1999 | 203.000     | 210.300     | 96,5        | 129        | 95         | 34         | 1.573                     | 5       | 43        | 256       | 89         |
| 2000 | 208.270     | 215.570     | 96,6        | 123        | 97         | 26         | 1.693                     | 5       | 35        | 237       | 89         |
| 2001 | 208.270     | 211.587     | 98,4        | 115        | 87         | 28         | 1.811                     | 5       | 32        | 230       | 89         |
| 2002 | 211.000     | 211.380     | 99,8        | 130        | 102        | 28         | 1.623                     | 5       | 32        | 230       | 89         |
| 2003 | 211.000     | 230.320     | 91,6        | 125        | 96         | 29         | 1.688                     | 3       | 34        | 210       | 89         |
| 2004 | 211.000     | 230.320     | 91,6        | 119        | 90         | 29         | 1.773                     | 4       | 34        | 235       | 89         |
| 2010 | 200.000     | 223.121     | 89,6        | 121        | 91         | 30         | 1.652                     | 6       | 35        | 164       | 89         |
| 2014 | 210.500     | 229.403     | 91,8        | 115        | 86         | 29         | 1.830                     | 8       | 33        | 143       | 90         |
| 2017 | 211.500     | 234.500     | 90,2        | 97         | 74         | 23         | 2.180                     | 10      | 26        | 114       | 89         |
| 2020 | 198.120     | 219.100     | 90,4        | 85         | 64         | 21         | 2.330                     | 13      | 23        | 119       | 89         |
| 2022 | 194.180     | 216.500     | 89,7        | 79         | 58         | 21         | 2.457                     | 14      | 25        | 105       | 88         |
| 2023 | 193.400     | 215.600     | 89,7        | 79         | 57         | 22         | 2.448                     | 13      | 26        | 102       | 88         |

### Per la sede di Ravenna
- Alessandro Testi Rasponi, Note marginali al “Liber Pontificalis” di Agnello ravennate, in Atti e memorie della regia deputazione di storia patria per le Provincie di Romagna, Terza serie, vol. XXVII, 1909,  pp. 87–104, 225-346.
- (LA) Oswald Holder-Egger, Agnelli qui et Andreas liber pontificalis ecclesiae Ravennatis, collana Monumenta Germaniae Historica, «Scriptores rerum Langobardicarum et Italicarum saec. VI-IX», Hannover, 1878,  pp. 265-391.
- Francesco Lanzoni, Le diocesi d'Italia dalle origini al principio del secolo VII (an. 604), vol. II, Faenza, 1927,  pp. 723-767.
- (FR) R. Massigli, La création de la métropole ecclésiastique de Ravenne, in Mélanges d'archéologie et d'histoire, t. 31, 1911,  pp. 277-290.
- Giuseppe Cappelletti, Le Chiese d'Italia della loro origine sino ai nostri giorni, vol. II, Venezia, 1844,  pp. 9-187.
- Gaspare Ribuffi, Guida di Ravenna, Ravenna, 1835,  p. 28 (breve cronologia del seminario).
- (LA) Pius Bonifacius Gams, Series episcoporum Ecclesiae Catholicae, Leipzig, 1931,  pp. 716-718.
- Konrad Eubel, Hierarchia Catholica Medii Aevi, vol. 1, p. 415; vol. 2, p. 221; vol. 3, p. 283; vol. 4, p. 292; vol. 5, p. 329; vol. 6, p. 353.
- Ravenna e la sua Diocesi (PDF), su diocesiravennacervia.it (archiviato il 3 marzo 2016).
- Cronotassi dei vescovi di Ravenna (PDF), su diocesiravennacervia.it (archiviato l'8 gennaio 2015).

### Per la sede di Cervia
- (EN) David Cheney, Diocesi di Cervia, su Catholic-Hierarchy.org.
- (EN) Diocesi di Cervia, su GCatholic.org.
- Francesco Lanzoni, Le diocesi d'Italia dalle origini al principio del secolo VII (an. 604), vol. II, Faenza, 1927,  pp. 713-714.
- Giuseppe Cappelletti, Le Chiese d'Italia della loro origine sino ai nostri giorni, vol. II, Venezia, 1844,  pp. 557-578.
- (LA) Pius Bonifacius Gams, Series episcoporum Ecclesiae Catholicae, Leipzig, 1931,  pp. 680-681.
- (LA)  Konrad Eubel, Hierarchia Catholica Medii Aevi, vol. 1, p. 183; vol. 2, p. 126; vol. 3, pp. 163–164; vol. 4, p. 146; vol. 5, p. 155; vol. 6, p. 160.
- Cervia e la sua Diocesi (PDF), su diocesiravennacervia.it (archiviato il 3 marzo 2016).
- Cronotassi dei vescovi di Cervia (PDF), su diocesiravennacervia.it (archiviato il 21 giugno 2015).